# Boophone
Boophone es un género  de plantas herbáceas, perennes y bulbosas perteneciente a la familia Amaryllidaceae, es el único miembro de la subtribu Boophoninae. El género comprende dos especies oriundas de África tropical y templada, desde el sudeste de Sudán hasta Sudáfrica. 

## Taxonomía
El género  fue descrito por  William Herbert y publicado en An Appendix 18. 1821.

## Especies
Las especies del género, conjuntamente con la cita válida y su distribución geográfica, se listan a continuación:
- Boophone disticha (L.f.) Herb., Bot. Mag. 52: t. 2578 (1825). Distribuida desde Sudán hasta Sudáfrica.
- Boophone haemanthoides F.M.Leight., J. S. African Bot. 13: 59 (1947). Oriunda de Namibia hasta el oeste de la provincia del Cabo.